# Громов, Сергей Сергеевич
Сергей Сергеевич Громов (1 февраля 1966 года, Кустанай — 5 февраля 1995 года, Грозный) — советский и российский офицер, Герой Российской Федерации.

## Биография
Сергей Сергеевич Громов родился 1 февраля 1966 года в Кустанае Казахской ССР.
В 1982 году окончил среднюю школу.
В 1982 поступил в Рязанское высшее воздушно-десантное командное училище.
С окончанием в 1986 году Рязанского высшего воздушно-десантного командного училища служил на должностях командира взвода и заместителя командира парашютно-десантной роты ВДВ.
С 1990 года служил в органах государственной безопасности. С 1990 по 1991 годы был слушателем Высших курсов военной контрразведки КГБ СССР (Новосибирск), по окончании которых служил оперуполномоченным и старшим оперуполномоченным Особого отдела КГБ СССР, преобразованного в 1992 году в Отдел военной контрразведки Министерства безопасности России, в частях ПВО Закавказского военного округа.
С 1993 года служил оперуполномоченным Отдела военной контрразведки ФСБ РФ по 106-й гвардейской воздушно-десантной дивизии.
С 30 ноября 1994 года участвовал в первой чеченской кампании. По личной просьбе Громов был оставлен в зоне боевых действий на второй срок.
5 февраля 1995 года при выполнении специального задания по реализации планов командования Западной группировки войск по закреплению сводного отряда 51-го гвардейского парашютно-десантного полка на плацдарме на правом берегу реки Сунжа в Грозном капитан Сергей Громов был смертельно ранен вражеским снайпером.
Указом Президента Российской Федерации № 207 от 27 февраля 1995 года за мужество и героизм, проявленные при исполнении служебного и воинского долга, капитану Сергею Сергеевичу Громову присвоено звание Героя Российской Федерации посмертно.

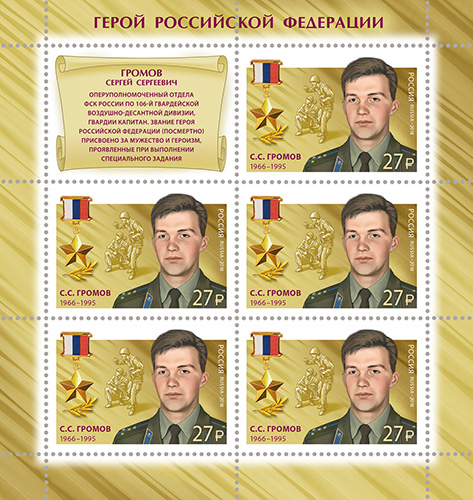
Лист «Герои-контрразведчики. Герои Российской Федерации. Громов Сергей Сергеевич (1966—1995)».

Похоронен в Туле на Смоленском кладбище.

## Семья
Мать — Галина Александровна Ловинецкая. Жена Валентина Петровна Громова и две дочери Громова Галина и Громова Злата.
Двоюродная сестра Ловинецкая (Дибривная) Лилия Николаевна.

## Память

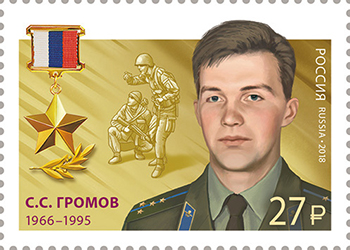
С. С. Громов на почтовой марке, 2018 год

- Имя Героя увековечено на Галерее выпускников — Героев Отечества в Институте ФСБ (г. Новосибирск).
- 2 мая 1995 года Кустанайская районная администрация своим постановлением присвоила средней школе села Заречное имя Сергея Громова.
- В 1997 году в посёлке Октябрьский (Тула) в честь С. С. Громова названа улица, носящая сейчас название проезд капитана Громова и находящаяся в Зареченском районе Тулы[5].
- В Рязани, Новосибирске, Москве и Туле (в 51-м полку, в особом отделе дивизии, в школе № 48) были открыты музеи.
- C 2005 года в Туле проводится турнир по дзюдо памяти Героя России Сергея Громова[6][7][8].
- В 2004 году был создан Благотворительный фонд семей погибших сотрудников ФСБ имени Героя России С. Громова. В 2015 году переименован в Благотворительный фонд помощи семьям погибших сотрудников органов безопасности имени Героя Российской Федерации Громова С. С. (Учётный номер в Министерстве Юстиции 7714011597). 17 декабря 2007 года на стадионе Динамо в Москве состоялся турнир по футболу, организованный фондом[9].
- В 2008 году увидела свет книга Арясова И. Е. и Громовой В. П., вдовы Громова С. С., «Дороже Жизни: Документальная повесть»[4]

Мемориальная табличка, школа № 48

- 28 апреля 2010 года Тульская городская Дума приняла решение о присвоении муниципальному общеобразовательному учреждению — средней общеобразовательной школе № 48 имени Героя Российской Федерации Сергея Сергеевича Громова. В начале февраля проводится открытое первенство МОУСОШ № 48 по лыжным гонкам памяти Героя России С. С. Громова.
- 17 декабря 2018 года почтой России была выпущена почтовая марка из серии «Герои контрразведчики. Герой Российской Федерации» с изображением С. С. Громова. К выпуску марки также был подготовлен конверт первого дня и штемпель специального гашения для Москвы.

## Награды и звания
- Герой Российской Федерации (27 февраля 1995, посмертно)
- медали, в том числе:
  - Медаль «За отвагу»
  - Медаль «За отличие в воинской службе» 1-й и 2-й степеней.